# Torgnon
Torgnon es una localidad y comune italiana de la región del Valle de Aosta, con 538 habitantes.

## Evolución demográfica
| Gráfica de evolución demográfica de Torgnon entre 1861 y 2001 |
|                                                               |
| Fuente ISTAT - elaboración gráfica de Wikipedia               |